# 野見村 (愛知県西加茂郡)
野見村（のみむら）は、かつて愛知県西加茂郡にあった村。
現在の豊田市の一部（野見町・野見山町・御立町・森町など）に該当する。

## 歴史
- 1872年（明治5年） -
  - 山室村が東山室村に改称する。
  - 渡合村が下渡合村に改称する。
- 1878年（明治11年） - 牛野村と東山室村が合併し、野見村となる。
- 1889年（明治22年）10月1日 - 野見村、下渡合村、森村、御立村が合併し、野見村が発足。
- 1906年（明治39年）7月1日 - 益富村、寺部村、渋川村、上野山村、市木村、平井村、四谷村[1]と合併し、高橋村が発足。同日野見村は廃止。

## 学校
- 野見尋常小学校（現・豊田市立野見小学校）

## 神社
- 野見神社（三河国賀茂郡式内社野見神社論社）